# Juan Orlando Hernández
Juan Orlando Hernández Alvarado (sinh ngày 28 tháng 10 năm 1968 tại Gracias) là một chính khách Honduras, chủ tịch Đảng quốc gia cầm quyền, đại biểu quốc hội Honduras. Trong cuộc bầu cử tổng thống năm 2013, ông đã đắc cử tổng thống Honduras. Ông đã tranh cử với bà Xiomara Castro, 45 tuổi, ứng cử viên đảng Tự do và Tái thiết, đồng thời là phu nhân cựu Tổng thống Manuel Zelaya, người bị lật đổ năm 2009.
Ông đã tuyên bố rằng ông sẽ tái cử vào năm 2017 mặc dù hiến pháp chỉ cho phép một nhiệm kỳ tổng thống duy nhất. Vào ngày 15 tháng 12 năm 2016, Tòa án Bầu cử Tối cao đã quyết định với số phiếu thuận/chống là 2/1 cho phép Hernández tham dự cuộc bầu cử nội bộ trước Quốc hội Honduras vào ngày 12 tháng 3 năm 2017, bất chấp những lập luận cho rằng quyết định đó là bất hợp pháp. Vào ngày 12 tháng 3 năm 2017, Hernández đã giành được phiếu bầu chính thức của Đảng Dân tộc cho phép ông đại diện cho đảng của ông trong cuộc tổng tuyển cử Honduras năm 2017 vào ngày 26 tháng 11 năm 2017, và ông đã giành chiến thắng sít sao, và ông được tuyên bố là người chiến thắng vào ngày 16 tháng 12 sau khi điều hành một chiến dịch tái tranh cử vi hiến, bất hợp pháp được coi là gian lận.
Juan Orlando Hernandez là một luật sư và đã tốt nghiệp từ Đại học Tư trị Quốc gia Honduras và có bằng thạc sĩ từ Đại học bang New York tại Albany năm 1995.